# ファイル名を指定して実行
ファイル名を指定して実行（ファイルめいをしていしてじっこう）はMicrosoft Windowsのコンポーネントの一種である。

## 概要
- 起動させると、フォームが出現する。
- このフォームにファイルやアプリケーションの絶対パスを入力しEnterキーを押すかOKをクリックすることで実行される。
- フォルダパスを入力すればそのパスの位置でエクスプローラーを起動する。
- 「http://」から続けてURLを入力すれば、既定のブラウザでそのURLを開くことができる。
- また、特定のアプリケーションを開くショートカットも存在する。
- 参照ボタンをクリックするとエクスプローラーが起動し直接ファイルを探すことが出来る。尚、この機能はタスクマネージャーの「新しいタスク」と同じ機能である。

## 特殊なコマンド例
特定のアプリケーションやフォルダパスを開くためのコマンドが存在する。
- system:system32パスを開く
- control:コントロールパネルの起動
- ペイント:ペイント
- メモ帳:メモ帳
- wordpad:ワードパッド
- cmd:コマンドプロンプト
  - 「コマンドプロンプトの各種コマンド」(.exe):そのコマンドを起動(例えば「shutdown /s /t 0」で電源を切ることができる)
- COMMAND.COM
- PowerShell

## 起動方法
Windowsキー+Rで起動する。
また、スタートメニューからも起動できるが、Windows VistaおよびWindows 7では出荷時には非表示となっているため、スタートメニューから利用するには設定を変更する必要がある。